# Suor Pascalina - Nel cuore della fede
Suor Pascalina - Nel cuore della fede (Gottes mächtige Dienerin) è un film TV italo-tedesco andato in onda, in prima serata, l'8 aprile 2012 su Rai 1.

## Trama
Il film è incentrato sulla figura della suora bavarese che per quasi quarant'anni fu collaboratrice di Eugenio Pacelli, diventato poi papa Pio XII.
Suor Pascalina fu la prima donna ad avere un ruolo importante nell'amministrazione del Vaticano.
Josefine Lehnert (suor Pascalina) vive in famiglia fino agli anni dell'adolescenza. Suo padre si oppone con violenza alle sue aspirazioni: le impedisce di studiare e vorrebbe farle rinnegare la vocazione spirituale. Ma la vocazione della ragazza è così forte che la conduce nel convento della congregazione delle Suore di Menzingen della Santa Croce. Diviene poi inviata della madre superiora Tharsilla Tanner per sostenere come governante monsignor Eugenio Pacelli, a sua volta inviato a Monaco dalla Santa Sede per portare a compimento il Concordato con la Baviera. Il rigore e la conoscenza delle Scritture e il coinvolgimento nella redazione dei documenti, distinguono suor Pascalina e costituiscono un valore importante per Pacelli. In seguito il Vaticano affida a quest'ultimo la Nunziatura Apostolica di Berlino. A causa della sua vicinanza al Nunzio, suor Pascalina, viene fatta oggetto di critiche e accusata di aver trasgredito alle regole ecclesiastiche. Richiamata in Convento è costretta a una forte espiazione in una cella di penitenza. In seguito il monsignore ottiene il reintegro della suora, la quale è molto provata.
In seguito Pacelli è eletto papa con il nome di Pio XII. Monsignor Wilson cerca in tutti i modi di ostacolare suor Pascalina ma non ci riesce. Durante i mesi terribili dell'occupazione tedesca di Roma, Pio XII affida a suor Pascalina il compito di aprire conventi e chiese per sottrarre gli ebrei alla deportazione. Alla morte del Papa, nel 1958, suor Pascalina lascia il Vaticano.

## Produzione
- È stata prodotta per la televisione pubblica tedesca ARD, in collaborazione con Betafilm e RAI.
- La fiction è andata in onda nel nostro Paese in una versione ridotta rispetto all'originale tedesco. La versione italiana infatti è di poco più di 2 ore circa contro i 176 minuti (trasmessi in due parti) della versione originale tedesca, reperibile anche in commercio in DVD.
- Lo sceneggiato è ispirato al libro biografico La signora del sacro palazzo scritto da Martha Schad[1].

## Ascolti
| Puntata | Messa in onda | Telespettatori | Share  |
| ------- | ------------- | -------------- | ------ |
| 1       | 8 aprile 2012 | 4.423.000      | 18.94% |